# معقد مرتبط بالإيدز
المعقد المرتبط بالإيدز (AIDS-related complex) هو المرحلة البادرية من العدوى بفيروس نقص المناعة البشرية (HIV). تشمل المعايير المختبرية التي تفصل بين المعقدات المرتبطة بالإيدز (ARC) عن الإيدز استجابات مناعية خلطية مرتفعة أو مفرطة النشاط للخلايا البائية، مقارنة بتفاعل الجسم المضاد المنخفض أو الطبيعي في الإيدز؛ فرط تنسج جريبي أو مختلط في العقد الليمفاوية القوسية، مما يؤدي إلى انحطاط الخلايا الليمفاوية واستنزافها، وهو أكثر شيوعًا في حالات الإيدز؛ تطور تعاقب الآفات النسيجية المرضية مثل توطين ساركوما كابوسي، مما يشير إلى الانتقال إلى الإيدز الكامل.

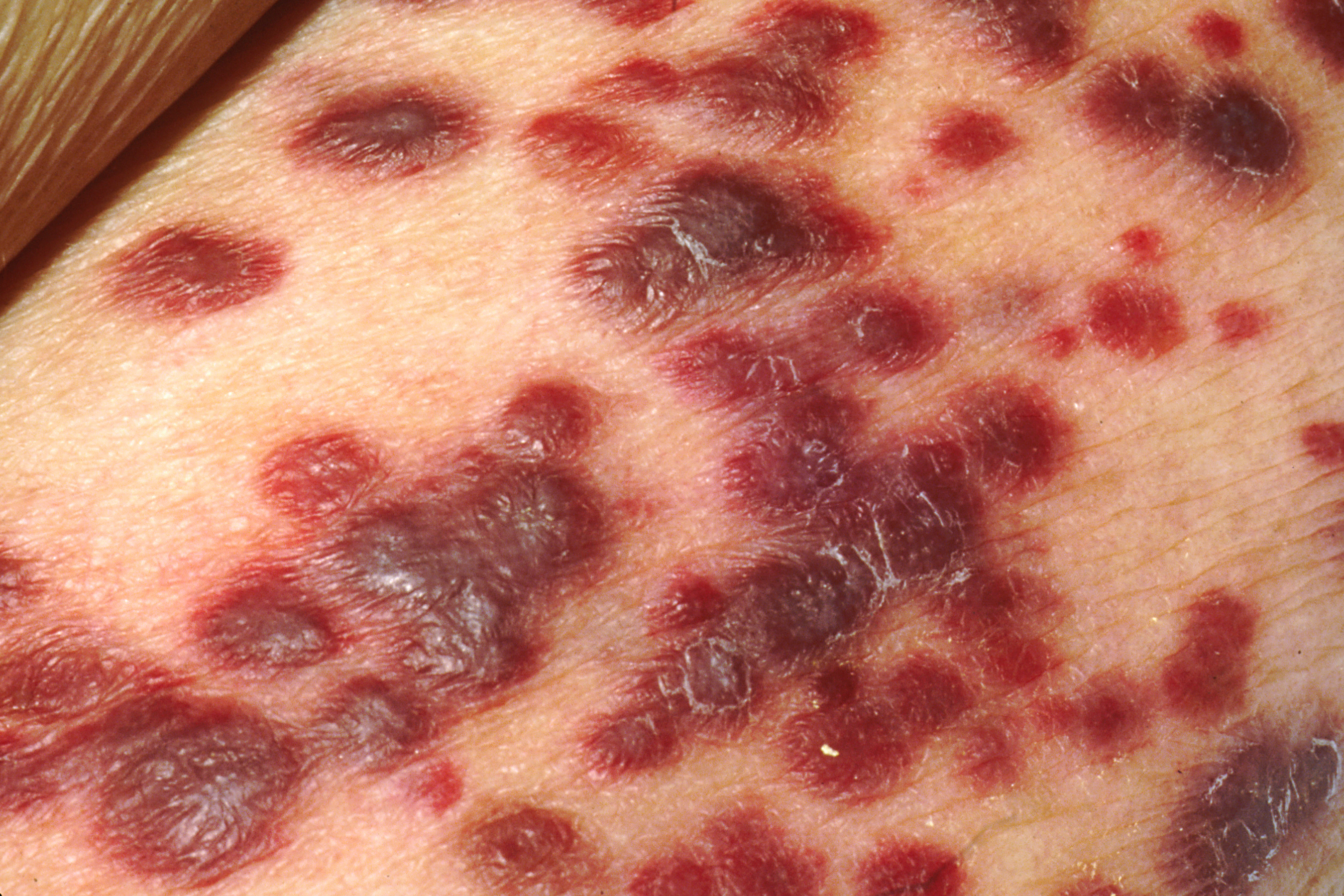
سرطان كابوزي على جلد مريض إيدز (نوع من المعقد المرتبط بالإيدز)

تم تقديم المصطلح بعد اكتشاف فيروس نقص المناعة البشرية عندما أصبح المجتمع الطبي على دراية بالصعوبات الكامنة المرتبطة بمعالجة المرضى الذين لديهم حالة متقدمة من فيروس نقص المناعة البشرية والتي أدت إلى ظهور مصطلح متلازمة نقص المناعة المكتسب (الإيدز). تمت معالجة ضرورة فهم الأطباء بسرعة ودقة للاحتياجات المحددة للمرضى غير المعروفين المصابين بالإيدز في حالة قسم الطوارئ من خلال إنشاء مصطلح ARC. توقف الاستخدام السريري لهذا المصطلح على نطاق واسع بحلول عام 2000 في الولايات المتحدة بعد أن تم استبداله بالمعايير المخبرية الحديثة.